# Ménil-Froger
Ménil-Froger – miejscowość i gmina we Francji, w regionie Normandia, w departamencie Orne.
Według danych na rok 1990 gminę zamieszkiwały 62 osoby, a gęstość zaludnienia wynosiła 12 osób/km² (wśród 1815 gmin Dolnej Normandii Ménil-Froger plasuje się na 824. miejscu pod względem liczby ludności, natomiast pod względem powierzchni na miejscu 872.).